# Acomys ignitus
Acomys ignitus is een knaagdier uit het geslacht der stekelmuizen (Acomys) dat voorkomt in Kenia en in het Usambara-gebergte in Noordoost-Tanzania. Deze soort behoort tot het ondergeslacht Acomys en is daarbinnen verwant aan de Egyptische stekelmuis (A. cahirinus); in eerdere classificaties is de soort ook wel in de Sinaïstekelmuis (A. dimidiatus) geplaatst, maar zowel morfologische als genetische gegevens ondersteunen de status van A. ignitus als aparte soort.